# 樺沢紫苑
樺沢 紫苑（かばさわしおん、本名：佐々木 信幸、1965年10月27日 - ）は日本の精神科医で、映画評論家、作家、YouTuber。北海道札幌市生まれ、江別市大麻育ち。浅井企画に所属。血液型はO型。

## 経歴・人物
小さい頃から熱心な映画少年だった。1991年札幌医科大学医学部卒業後、同大学の神経精神医学講座に入局。精神科医を志したきっかけは、研修医時代のカンファレンス（症例検討会）で精神科だけが予診を行い人間として患者に接しているように感じられたことと、夢野久作原作の映画『ドグラ・マグラ』を観たこと。
大学病院、総合病院、単科精神病院など北海道内の8病院に勤務する。2004年から米国シカゴのイリノイ大学に3年間留学。うつ病、自殺についての研究に従事。帰国後、東京にて樺沢心理学研究所を設立。
インターネット媒体を用いて、精神医学や心理学、脳科学の知識、情報をわかりやすく発信。情報発信歴は20年を超え、メールマガジン、Twitter、Facebook、Instagramなど、複数のネット媒体で累計100万人以上のフォロワーを所有。「日本一アウトプットする精神科医」として活動。
シリーズ95万部超え『アウトプット大全』『インプット大全』（サンクチュアリ出版）をはじめ、47冊の著書がある（2024年現在）。取材も多数
。
2014年よりYouTubeにて「精神科医・樺沢紫苑の樺チャンネル」を開設しYouTuberデビュー。こちらも精神医学、心理学などを解説した動画を毎日更新しているチャンネルとなっている。なお、「精神科医・樺沢紫苑の樺チャンネル」開設以前にも約30本程度の動画を投稿している。初出は2009年12月17日。
2023年2月「読者が選ぶビジネス書グランプリ2023」にて『言語化の魔力』が、自己啓発部門賞を受賞、総合グランプリ第2位を獲得する。

## 主義・主張
- 「情報発信を通じてメンタル疾患、自殺を予防する」というビジョンのもと活動している[15]。
- うつ病が治らない人の共通点として、「ほぼ毎日飲酒している」「昼まで寝ている（昼夜逆転）」「運動不足」を挙げている[16]。
- 精神疾患にならない方法として「睡眠」「運動」「レジリエンス (心理学)（ストレスを受け流す力）」の3つを上げている[17]。
- 朝散歩を強く推奨している。「朝散歩とは、朝起きてから15～30分程度の散歩をすること」「朝散歩には『セロトニンの活性化』の効果があり、セロトニンが弱っているメンタル疾患を治療中の方、うつの前段階の人は、30分の朝散歩がおすすめ」と述べている。また、「朝散歩には体内時計のリセット効果があり、人間は朝散歩をした14〜16時間後に眠気が出るため、睡眠障害、不眠症、寝付きの悪い人にも朝散歩をしてほしい」と述べている[18]。
- 「精神的な強さとは、鋼のような強さではなく、暖簾（のれん）のようなふわふわとした感じ」と例え、自身も「暖簾のように生きる」という表現を多用する。「押せばフッと開くけど、パッとまた元に戻る」暖簾のように、物事を真に受けず、肩の力を抜いて緩やかに生きる「レジリエンス (心理学)の高い生き方」を推奨している[19]。

## 主催コミュニティ

### ウェブ心理塾
- ウェブ心理塾とは、精神科医・作家である樺沢紫苑が主宰する、情報発信者を目指す人に向けた「学び」のコミュニティ[20]。
- 2009年設立。2024年現在、会員数約500人。のべ在籍者数2000人以上。

### 『樺チャンネル』YouTubeメンバーシップ
- 『樺チャンネル』YouTubeメンバーシップとは、精神科医・作家である樺沢紫苑が主宰する、「毎日を楽しく生きる」「より幸せに生きる」ウェルビーイングを目指すコミュニティ[21]
- 2023年12月設立。

### 樺沢塾
- 樺沢塾とは、ベストセラー作家・樺沢紫苑が主催する、仕事術を学ぶオンラインサロン。『アウトプット大全』『神・時間術』『ストレスフリー超大全』のエッセンス、そして、本には書き切れなかった深い内容を「動画」で学び、「アウトプット実践」によって習慣化する。

- 2016年設立。2024年1月31日終了

### 樺沢紫苑オフィシャルファンクラブ
- 「精神科医」「ベストセラー作家」「映画評論家」と、さまざまな顔を持つ樺沢紫苑のオフィシャルファンクラブ。「遊ぶ」「楽しむ」ためのコミュニティ。

- 2021年設立。2023年12月31日終了

## 書籍

### 著書
2002年
- 『スター・ウォーズ「新三部作」完全解読本』（三一書房、2002年5月1日、ISBN 978-4380022029）

2004年
- 『北海道スープカレー読本』（亜璃西社、2004年3月27日、ISBN 978-4900541542）

2007年
- 『自殺という病』（佐々木信幸、 秀和システム、2007年3月29日、ISBN 978-4798016177）

2009年
- 『精神科医が教える 1億稼ぐ人の心理戦術』（中経出版、2009年2月26日、ISBN 4806133051）

2010年
- 『メールの超プロが教えるGmail仕事術』（サンマーク出版、2010年4月2日、ISBN 978-4763130488）
- 『Twitterでビジネスを加速する方法』（ソーテック社、2010年7月20日、ISBN 978-4881668573）
- 『脳内物質仕事術』（マガジンハウス、2010年10月28日、ISBN 978-4838721689）

2011年
- 『ツイッタ－の超プロが教えるFacebook仕事術』（サンマーク出版、2011年4月4日、ISBN 978-4763131430）
- 『「苦しい」が「楽しい」に変わる本 ～ 「つらい」を科学的になくす7つの方法～』（あさ出版、2011年10月11日、ISBN 978-4860634858）

2012年
- 『SNSの超プロが教える ソーシャルメディア文章術』（サンマーク出版、2012年4月2日、ISBN 978-4763132178）
- 『ソーシャルメディアの達人が教える リンクトイン仕事革命』（島青志との共著）（ソシム、2012年5月16日、ISBN 978-4883377930）
- 『父親はどこへ消えたか -映画で語る現代心理分析-』（学芸みらい社、2012年12月6日）

2013年
- 『精神科医が教えるぐっすり眠れる12の法則　日本で一番わかりやすい睡眠マニュアル』（シオン出版局、2013年5月17日）Kindle電子書籍

2014年
- 『毎日90分でメール・ネット・SNSをすべて終わらせる99のシンプルな方法』（東洋経済新報社、2014年11月21日、ISBN 978-4492581049）

2015年
- 『頑張らなければ、病気は治る』（あさ出版、2015年1月24日、ISBN 978-4860637538）
- 『読んだら忘れない読書術』（サンマーク出版、2015年4月10日、ISBN 978-4763134509）

2016年
- 『覚えない記憶術』（サンマーク出版、2016年1月6日、ISBN 978-4763135162）
- 『脳を最適化すれば能力は2倍になる 仕事の精度と速度を脳科学的にあげる方法』（文響社、2016年12月14日、ISBN 978-4905073734）

2017年
- 『ムダにならない勉強法』（サンマーク出版、2017年1月6日、ISBN 978-4763136107）
- 『脳のパフォーマンスを最大まで引き出す 神・時間術』（大和書房、2017年4月13日、ISBN 978-4479795827）
- 『絶対にミスをしない人の脳の習慣』（SBクリエイティブ、2017年10月11日、ISBN 978-4797393736）

2018年
- 『いい緊張は能力を2倍にする』（文響社、2018年6月1日、ISBN 4866510706）
- 『学びを結果に変えるアウトプット大全』（サンクチュアリ出版、2018年8月3日、ISBN 978-4801400559）
- 『人生うまくいく人の感情リセット術』（三笠書房〈知的生きかた文庫〉、2018年12月22日、ISBN 978-4837985716）

2019年
- 『学び効率が最大化するインプット大全』（サンクチュアリ出版、2019年8月3日、ISBN 978-4801400696）

2020年
- 『精神科医が教える ストレスフリー超大全』（ダイヤモンド社、2020年7月2日、ISBN 978-4478107324）
- 『父滅の刃~消えた父親はどこへ アニメ・映画の心理分析~』（みらいパブリッシング、2020年8月1日、ISBN 978-4434277283）
- 『ブレインメンタル強化大全』（サンクチュアリ出版、2020年9月3日、ISBN 978-4801400801）

2021年
- 『精神科医が見つけた 3つの幸福』（飛鳥新社、2021年3月16日、ISBN 978-4864108232）
- 『極（エッセンシャル）アウトプット 「伝える力」で人生が決まる』（小学館〈小学館Youth Books〉、2021年4月1日、ISBN 978-4092272835）
- 『精神科医が教える 病気を治す感情コントロール術』（あさ出版、2021年4月18日、ISBN 978-4866672731）
- 『今日がもっと楽しくなる 行動最適化大全 ベストタイムにベストルーティンで常に「最高の1日」を作り出す』（KADOKAWA、2021年7月8日、ISBN 978-4046047960）
- 『エヴァンゲリオンの心理学: 『シン・エヴァンゲリオン劇場版:||』を精神科医が解読してみた』（しおん出版、2021年10月31日、ASIN B09KRQLFG9）Kindle電子書籍

2022年
- 『もしも社畜ゾンビが『アウトプット大全』を読んだら』（漫画：齋藤邦雄）（サンクチュアリ出版、2022年3月8日、ISBN 978-4801400955）
- 『精神科医が教える 毎日を楽しめる人の考え方』（きずな出版、2022年3月12日、ISBN 978-4866631660）
- 『言語化の魔力　言葉にすれば「悩み」は消える』（幻冬舎、2022年11月9日、ISBN 978-4344040526)

2023年
- 『マンガでわかる『神・時間術』 ヒーローお姉さん、最強の時間操作スキルで働き方改革します!!』（KADOKAWA、2023年3月30日、ISBN 978-4046057686）
- 『ちょっとお疲れのあなたが読むだけでフワッと癒やされる本　精神科医が教えるラクな生き方』（マイナビ出版、2023年5月30日、ISBN 978-4839979362）
- 『精神科医がすすめる　これからの生き方図鑑』（光文社、2023年7月20日、ISBN 978-4334953874）
- 『読書脳』（サンマーク出版、2023年9月1日、ISBN 978-4763140722）
- 『精神科医が教える 幸せの授業 お金・仕事・人間関係・健康　すべてうまくいく 』（飛鳥新社、2023年11月29日、ISBN 978-4864109819）

2024年
- 『記憶脳』（サンマーク出版、2024年2月8日、ISBN 978-4763141200）
- 『集中力がすべてを解決する 精神科医が教える「ゾーン」に入る方法』（SBクリエイティブ、2024年2月9日、ISBN 978-4763140722）
- 『19歳までに手に入れる　7つの武器』（幻冬舎、2024年6月5日、ISBN 978-4344042650)
- 『感謝脳』（田代政貴との共著）（飛鳥新社、2024年12月10日、ISBN 978-4868010524）

### DVD
- 『精神科医が教える究極の時間術DVD』（樺沢心理学研究所）